# Gauliga Schlesien 1936/37
Die Gauliga Schlesien 1936/37 war die vierte Spielzeit der Gauliga Schlesien des ´Fachamtes Fußball. Die diesjährige Meisterschaft wurde erneut mit zehn Mannschaften im Rundenturnier im Hin- und Rückspiel ausgetragen. Die Meisterschaft sicherte sich zum zweiten Mal der Beuthener SuSV 09 mit zwei Punkten Vorsprung auf die punktgleichen Mannschaften SpVgg Vorwärts-Rasensport Gleiwitz und SpVgg Breslau 02. Der Beuthener SuSV 09 qualifizierte sich damit für die Endrunde um die deutsche Meisterschaft und schied dort bereits nach der Gruppenphase aus. Die Abstiegsränge belegten die VfB Gleiwitz und SpVgg Ratibor 03. Aus den Bezirksligen stiegen der SV Klettendorf und die Sportfreunde Klausberg auf.

## Abschlusstabelle

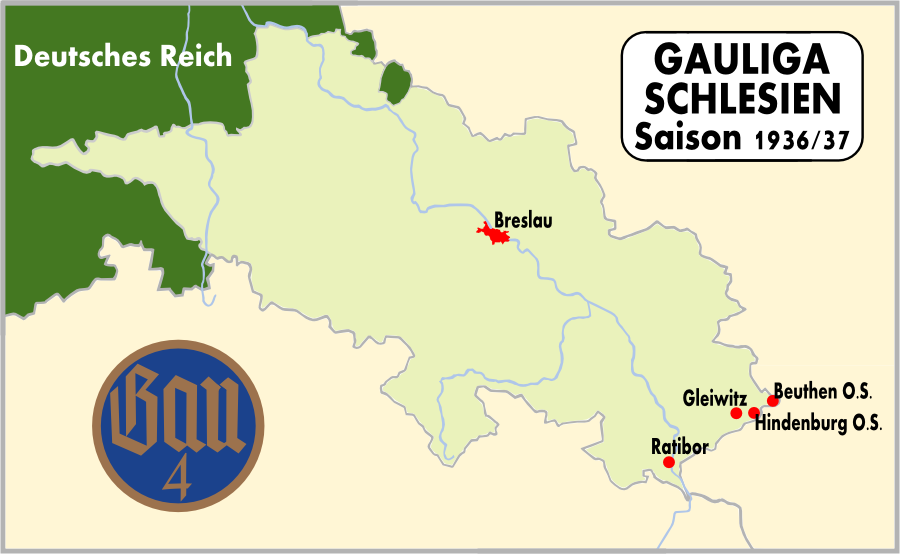
Spielorte der Gauliga Schlesien 1936/37.

| Pl. | Verein                                 | Sp. | S  | U | N  | Tore    | Quote | Punkte |
| --- | -------------------------------------- | --- | -- | - | -- | ------- | ----- | ------ |
| 1.  | Beuthener SuSV 09                      | 18  | 10 | 4 | 4  | 046:240 | 1,92  | 24:12  |
| 2.  | SpVgg Vorwärts-Rasensport Gleiwitz (M) | 18  | 9  | 4 | 5  | 047:270 | 1,74  | 22:14  |
| 3.  | Breslauer SpVg 02                      | 18  | 9  | 4 | 5  | 043:270 | 1,59  | 22:14  |
| 4.  | Breslauer FV 06                        | 18  | 10 | 1 | 7  | 046:450 | 1,02  | 21:15  |
| 5.  | Reichsbahn-SV Gleiwitz (N)             | 18  | 8  | 4 | 6  | 035:460 | 0,76  | 20:16  |
| 6.  | SC Preußen Hindenburg                  | 18  | 6  | 4 | 8  | 027:290 | 0,93  | 16:20  |
| 7.  | SC Vorwärts Breslau                    | 18  | 6  | 3 | 9  | 039:510 | 0,76  | 15:21  |
| 8.  | SC Hertha Breslau (N)                  | 18  | 5  | 5 | 8  | 032:420 | 0,76  | 15:21  |
| 9.  | VfB 1910 Gleiwitz                      | 18  | 5  | 3 | 10 | 035:490 | 0,71  | 13:23  |
| 10. | SpVgg Ratibor 03                       | 18  | 5  | 2 | 11 | 039:490 | 0,80  | 12:24  |

| (M) | Titelverteidiger               |
| (N) | Aufsteiger aus der Bezirksliga |

## Kreuztabelle
Die Kreuztabelle stellt die Ergebnisse aller Spiele dieser Saison dar. Die Heimmannschaft ist in der linken Spalte, die Gastmannschaft in der oberen Zeile aufgelistet.
| 1936/37                            | Beuthener SuSV 09 | SpVgg Vorwärts-Rasensport Gleiwitz | Breslauer SpVg 02 | Breslauer FV 06 | Reichsbahn-SV Gleiwitz | SC Preußen Hindenburg | SC Vorwärts Breslau | SC Hertha Breslau | VfB 1910 Gleiwitz | SpVgg Ratibor 03 |
| ---------------------------------- | ----------------- | ---------------------------------- | ----------------- | --------------- | ---------------------- | --------------------- | ------------------- | ----------------- | ----------------- | ---------------- |
| Beuthener SuSV 09                  |                   | 2:2                                | 2:0               | 9:2             | 4:0                    | 4:2                   | 5:0                 | 2:0               | 2:0               | 2:1              |
| SpVgg Vorwärts-Rasensport Gleiwitz | 2:1               |                                    | 0:2               | 1:0             | 9:1                    | 4:0                   | 1:1                 | 4:0               | 3:3               | 5:1              |
| Breslauer SpVg 02                  | 2:0               | 1:4                                |                   | 3:3             | 6:0                    | 0:2                   | 2:3                 | 0:0               | 7:1               | 5:1              |
| Breslauer FV 06                    | 2:1               | 2:1                                | 1:3               |                 | 5:2                    | 1:0                   | 5:2                 | 1:4               | 4:1               | 3:1              |
| Reichsbahn-SV Gleiwitz             | 3:0               | 1:1                                | 1:1               | 2:1             |                        | 1:3                   | 5:1                 | 4:2               | 4:1               | 2:0              |
| SC Preußen Hindenburg              | 2:2               | 2:0                                | 0:1               | 4:0             | 2:2                    |                       | 0:3                 | 1:1               | 1:2               | 2:2              |
| SC Vorwärts Breslau                | 2:5               | 1:2                                | 2:3               | 4:3             | 0:0                    | 1:2                   |                     | 5:2               | 2:2               | 4:2              |
| SC Hertha Breslau                  | 1:1               | 5:3                                | 2:2               | 2:5             | 0:2                    | 3:2                   | 2:3                 |                   | 2:0               | 2:0              |
| VfB 1910 Gleiwitz                  | 3:3               | 1:3                                | 2:4               | 1:2             | 2:3                    | 0:1                   | 5:2                 | 5:2               |                   | 3:2              |
| SpVgg Ratibor 03                   | 0:1               | 3:2                                | 3:1               | 4:6             | 8:2                    | 2:1                   | 5:3                 | 2:2               | 2:3               |                  |

## Aufstiegsrunde
Qualifiziert für die Aufstiegsrunde waren die Meister der drei Bezirksligen Niederschlesien, Mittelschlesien und Oberschlesien. Diese traten dann im Rundenturnier mit Hin- und Rückspiel gegeneinander an. Die zwei besten Mannschaften stiegen auf.

### Abschlusstabelle
| Pl. | Verein                                                     | Sp. | S | U | N | Tore    | Quote | Punkte |
| --- | ---------------------------------------------------------- | --- | - | - | - | ------- | ----- | ------ |
| 1.  | Sportfreunde Klausberg (Meister Bezirksliga Oberschlesien) | 4   | 2 | 1 | 1 | 009:500 | 1,80  | 05:30  |
| 2.  | SV 33 Klettendorf (Meister Bezirksliga Mittelschlesien)    | 4   | 2 | 0 | 2 | 007:110 | 0,64  | 04:40  |
| 3.  | VfB Liegnitz (Meister Bezirksliga Niederschlesien)         | 4   | 1 | 1 | 2 | 006:600 | 1,00  | 03:50  |

### Kreuztabelle
| 1936/37                | Sportfreunde Klausberg | SV 33 Klettendorf | VfB Liegnitz |
| ---------------------- | ---------------------- | ----------------- | ------------ |
| Sportfreunde Klausberg |                        | 5:2               | 0:2          |
| SV 33 Klettendorf      | 0:3                    |                   | 3:2          |
| VfB Liegnitz           | 1:1                    | 1:2               |              |